# 덴마크 왕자 빈센트
빈센트 왕자(덴마크어: Prince Vincent of Denmark, Count of Monpezat, 2011년 1월 8일 ~ )는  프레데리크 10세와 덴마크 왕비 메리의 차남이며 마르그레테 2세 여왕의 손자이다. 2024년 현재 빈센트 왕자는 덴마크 왕위 계승서열 3위에 있다.